# 태인동헌
태인동헌(泰仁東軒)은 대한민국 전북특별자치도 정읍시에 있는 건축물이다. 1976년 4월 2일 전라북도의 유형문화재 제75호로 지정되었다.

## 참고 자료
- 태인동헌 - 국가유산청 국가유산포털